# Площа Франції (Єреван)

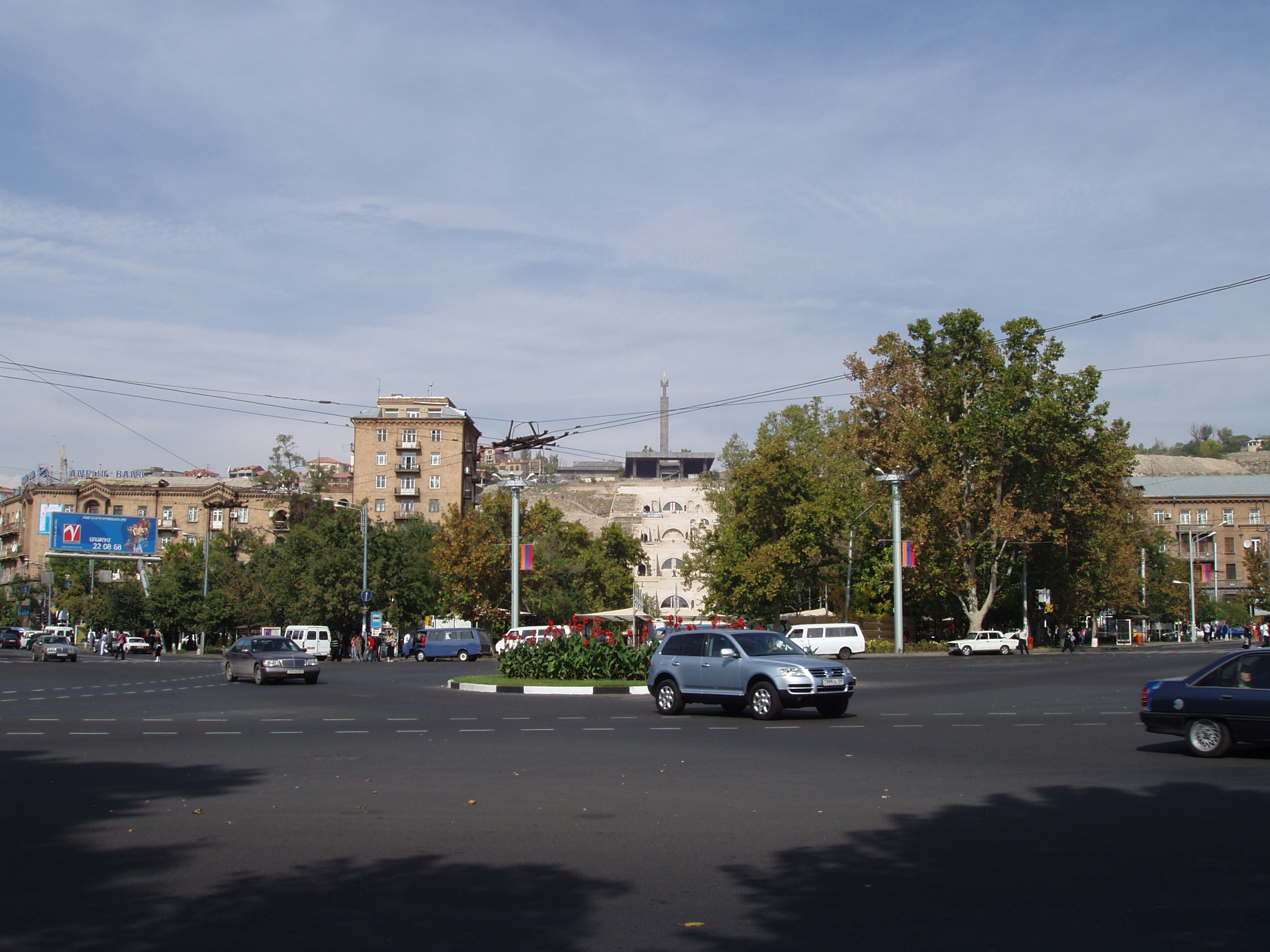
Площа Франції у 2006 році. На задньому фоні можна побачити Каскад.

Площа Франції (вірм. Ֆրանսիայի հրապարակ, фр. Place de France) — площа у Єревані (Вірменія), названа на честь Франції. Відкрита президентами Жаком Шираком та Робертом Кочаряном, за участі французьких гостей, у тому числі Шарля Азнавура 30 вересня 2006 року.
Площа розташована між Вірменським театром опери і балету та монументом Каскад. Через площу перетинаються декілька важливих транспортних артерій міста, такі як проспект Месропа Маштоца, вулиця Саят-Нова та проспект Маршала Баграмяна.